# شهرستان چیکاسو (آیووا)
شهرستان چیکاسو، آیووا (به انگلیسی: Chickasaw County, Iowa) شهرستانی در ایالات متحده آمریکا است که در آیووا واقع شده‌است.